# Shiing-Shen Chern
Shiing-Shen Chern (xinès: 陳省身)  (Jiaxing, 26 d'octubre de 1911 - Tianjin, 3 de desembre de 2004) va ser un matemàtic xinès de naixement, nacionalitzat estatunidenc.

## Vida
Chern era fill d'un advocat que treballava pel govern xinès i que va ser destinat a Tianjin, on el jove Chern va rebre l'ensenyament secundari. Amb quinze anys va ingressar a la universitat de Nankai en la qual va estudiar molta geometria sota la direcció de Li-Fu Chiang, un matemàtic doctorat a Harvard el 1919 i deixeble de Julian Coolidge. Des de 1930 fins a 1934 va estudiar a la universitat Tsinghua de Pequin on, el 1932, va assistir a una conferència de Wilhelm Blaschke que li va obrir el ulls a la geometria diferencial global. Per això, quan es va graduar el 1934 i va rebre una beca per estudiar a l'estranger, va escollir anar a la universitat d'Hamburg, en la qual es va doctorar el 1936 sota la supervisió de Blaschke. El curs següent va estar a París, estudiant amb Élie Cartan, i quan va voler retornar al seu país, ja havia esclatat la segona guerra sino-japonesa i les universitats de Pequín, Tsinghua i Nankai havien estat clausurades, fusionades i traslladades a Kunming amb el nom de Universitat Nacional Associada del Sud-oest on va donar classes des de 1938 fins a 1943 en un cert aïllament intel·lectual.
El 1943 va rebre una invitació d'Oswald Veblen per anar a l'Institut d'Estudis Avançats de Princeton i, després d'un llarg viatge amb avions militars, es va incorporar al seu nou treball en el qual va romandre fins al 1945. Aquesta curta estança va ser, però, transcendental: no solament va descobrir la demostració intrínseca del teorema de Gauss-Bonnet n-dimensional sinó que, a més, va descobrir que la curvatura d'una varietat riemanniana es pot utilitzar per generar invariants topològics de manera canònica. El 1945, acabada la Segona Guerra Mundial, va retornar al seu país per encarregar-se de posar en marxa l'Institut de Matemàtiques de l'Acadèmia Sínica a Nanquín. La ciutat es va anar fent més perillosa en avançar la revolució xinesa i el 1949 va marxar del seu país, aquesta vegada amb la família, en ser convidat a ser professor de la universitat de Chicago. A Chicago, on va coincidir amb André Weil, va ser conscient que tardaria molt en tornar al seu país i, efectivament, el 1960 va deixar la universitat de Chicago per incorporar-se a la universitat de Berkeley, en la qual es va retirar el 1979. Els anys posteriors va estar compromès en la posada en marxa del Mathematical Sciences Research Institute de Berkeley, del qual va ser el seu primer director.

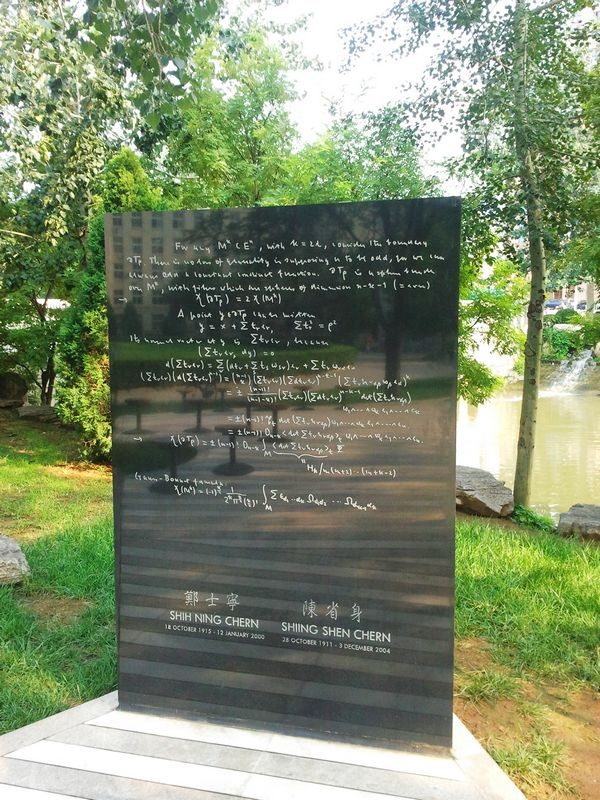
Túmul funerari de Chern i la seva esposa a la universitat de Nankai.

A partir de 1972 va visitar freqüentment el seu país que considerava que podia arribar a ser un país líder mundial en el camp de les matemàtiques. El 1985 va ser el fundador de l'Institut de Recerca Matemàtica de la universitat de Nankai (a Tianjin), que avui en dia porta el seu nom i on reposen les seves restes. El 1999 va retornar definitivament a la Xina; l'any següent va morir la seva esposa i el 2004 va morir ell mateix.

## Obra
Chern va publicar més de 180 obres científiques, entre articles, llibres i monografies. Tota la seva obra destaca pel seu mestratge en les tècniques de les formes diferencials i en el seu enginy en aplicar-les en la resolució de problemes geomètrics. La seva demostració de 1944 del teorema de Gauss-Bonnet generalitzat, va ser un fet essencial en la història de la geometria diferencial, no solament per la demostració, sinó perquè, a més, va portar a les classes de Chern.
La major part de la seva obra primerenca està dedicada als "problemes d'equivalència", és a dir, a la determinació efectiva de quan dues estructures geomètriques son equivalents sota un grup apropiat de transformacions. Una altra part important dels seus treballs estan dedicats a l'estudi dels invariants geomètrics. També va ser pioner en estudiar la geometria i la topologia dels fibrats.
Els seus llibres més destacats van ser:
- Topics in Differential Geometry (1951)
- Complex manifolds without potential theory (1967)